# Santorini (unità periferica)
L'unità periferica di Santorini (in greco Περιφερειακή ενότητα Θήρας?) è una delle tredici unità periferiche in cui è divisa la periferia dell'Egeo Meridionale.
Il territorio comprende le isole di Santorini, Anafi, Policandro, Io, Sicandro oltre a numerose isole dell'Egeo.

## Geografia antropica

### Suddivisioni amministrative
L'unità periferica è stata istituita il 1º gennaio 2011 a seguito dell'entrata in vigore della riforma amministrativa detta piano Kallikratis. Precedentemente era parte della prefettura delle Cicladi. L'unità periferica di Santorini è suddivisa nei seguenti comuni (i numeri fra parentesi si riferiscono alla posizione del comune nella mappa qui a fianco):
- Santorini (6)
- Policandro (19)
- Anafi (3)
- Io (7)
- Sicandro (16)